# 89909 Linie
89909 Linie è un asteroide della fascia principale. Scoperto nel 2002, presenta un'orbita caratterizzata da un semiasse maggiore pari a 3,1299791 UA e da un'eccentricità di 0,0885253, inclinata di 1,59148° rispetto all'eclittica.
L'asteroide è dedicato all'omonima associazione artistica d'avanguardia attiva a České Budějovice tra il 1931 e il 1939.